# Commelina cyanea
Commelina cyanea är en himmelsblomsväxtart som beskrevs av Robert Brown. Commelina cyanea ingår i släktet himmelsblommor, och familjen himmelsblomsväxter. Inga underarter finns listade.